# HK Vojvodina
HK Vojvodina bildades 1957, och är en ishockeyklubb i Novi Sad i Serbien. De spelar sina hemmamatcher i SPC Vojvodina.

## Meriter
- Hokejaška liga Srbije:
  - Etta (7) : 1998, 1999, 2000, 2001, 2002, 2003, 2004

- Panonska Liga:
  - Etta (1) : 2009

### Fotnoter
1. ↑  ”HK Vojvodina” (på engelska). Eurohockey. http://www.eurohockey.com/club/532-hk-vojvodina-novi-sad.html. Läst 29 juli 2017.